# Sheshonq I
Sheshonq I o Hedyjeperra Setepenra Sheshonq Meryamón, príncipe de Heracleópolis, fue un faraón de origen bereber de la tribu libia de los Mashauash. Fundador de la dinastía XXII de Egipto, su llegada al trono se ha tomado como inicio del calendario bereber creado por el especialista en cultura bereber Ammar Negadi y publicado a partir de 1980.  La mayoría de los egiptólogos sitúan su reinado entre 945 y el 924 a. C., durante el Tercer periodo intermedio de Egipto, sin embargo estas fechas han sido revisadas recientemente de 943 a. C. a 922 a. C., por algunos especialistas, entre ellos Erik Hornung, Rolf Krauss puesto que Sheshonq I habría vivido durante dos o tres años después de la campaña que terminó con éxito en Canaán, tradicionalmente datada en 925 a. C.; si bien esta datación depende exclusivamente de los textos bíblicos.
Manetón lo denominó Sesonjis, según Julio Africano, Sensonjosis, para Eusebio de Cesarea, en la versión de Jorge Sincelo, o Sesoncosis, en la versión armenia, asignándole veintiún años de reinado.

## Biografía

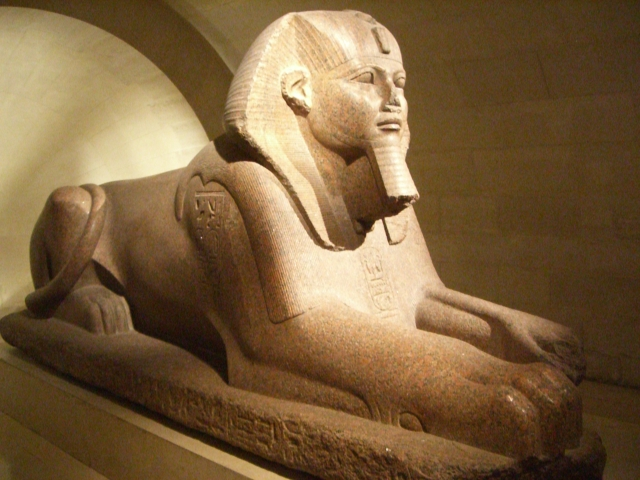
Esfinge con su nombre inscrito: Hedyjeperra Setepenra Sheshonq Meryamón. Louvre.

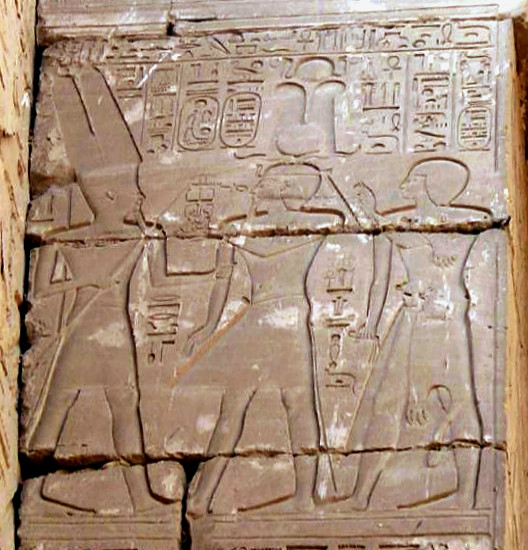
Relieve con las imágenes del dios Amón, Sheshonq I y su hijo Iuput, sumo sacerdote de Amón. Templo de Amón en Karnak.

Bajo la dinastía XXI, los Mashauash, o libios (bereberes), que controlaban las fuerzas armadas del reino, se habían asentado en el delta del Nilo, en torno a Bubastis, hacia el año 1000 a. C. y, paulatinamente, habían extendido sus territorios hasta El Fayum. Sus jefes se convierten en sacerdotes y líderes poderosos y el hijo de uno de ellos, Sheshonq I, se casa con la hija del faraón, Psusenes II de Tanis, y toma el poder a la muerte de su suegro, y se impone como faraón fundando la dinastía XXII, tomando el poder hacia 945 a. C.
Sheshonq I nombró a Nimlot I, uno de sus hijos, rey de Heracleópolis para que controlase el Egipto Medio. Se rodeó de gente absolutamente fiel, a quienes situó en puestos estratégicos, reforzando así el poder real. La reorganización del territorio se compartió entre los príncipes libios; todos los miembros de la familia son colocados en puestos importantes y reciben posesiones, pero esta política va a implicar la división del territorio del delta, el Bajo Egipto, a partir del siglo VII a. C. Su reinado supone cierto renacimiento, con la construcción de nuevos monumentos. La diosa Bastet, a quien el rey hizo erigir un gran templo en Tebas, se convirtió, asociada a la diosa Sejmet, en la gran diosa nacional. El culto de otros dioses se abrió paso sobre el culto de Amón.
Hacia el final de su reinado, Sheshonq I siguió una política exterior agresiva en los territorios adyacentes de Oriente Próximo. Esto está atestiguado, en parte, por el descubrimiento de una base de estatua que lleva su nombre de la ciudad libanesa de Biblos, parte de una estela monumental de Megido que lleva su nombre, y una lista de ciudades en la región cananea, algunas de estas ciudades conquistadas incluían antiguas fortalezas israelitas como Megido, Taanaj y Siquem.
Sheshonq se casó con Karoma I y Pentreshmes y tuvo cuatro hijos: Osorkon I, que le sucede, Iuput a quien su padre nombra Sumo sacerdote de Amón en Tebas, principal general de los ejércitos y gobernador del Alto Egipto, Nimlot I, al que designa rey de Heracleópolis para controlar el Egipto Medio, y Tashepenbastet, una muchacha, que se casará con el tercer Sumo sacerdote de Amón en Tebas.
La fecha de fundación de la dinastía XXII marca el inicio del calendario bereber, cuyo primer día, Yennayer, se celebra entre los berberófonos del África septentrional. La propuesta partió del especialista en cultura amazig Ammar Negadi.

## Testimonios de su época
El rey Sheshonq llevó a cabo un ambicioso programa de construcciones en Tebas y Menfis.
- Obras de ampliación en el templo de Amón en Tanis (Arnold 1999: 32).
- Trabajos de construcción en el templo de Hibe, en el oasis de Jarga (Arnold 1999: 34).
- Bajorrelieve tallado en el muro sur del templo de Amón en Karnak, que ilustra las victorias del rey (Arnold 1999: 35).
- Diversos bloques encontrados en varios templos (Tell Balamun, Menfis) (Arnold 1999: 32-33).
- Varios escarabeos con su nombre (Museo Petrie).

## Titulatura
| Titulatura | Jeroglífico | Transliteración (transcripción) - traducción - (referencias) |

| G5 |

| G5 |

| E2 · D40 | C2 | U6 | S42 | N28 · D36 · f · Aa13 | M23 · D21 | F36 · N17 · N16 |

| E2 · D40 | C2 | U6 | S42 | N28 · D36 · f · Aa13 | M23 · D21 | F36 · N17 · N16 |

| E2 · D40 | C2 | U6 | S42 | N28 · D36 · f · Aa13 | M23 · D21 | F36 · N17 · N16 |

| E2 · D40 | C2 | U6 | S42 | N28 · D36 · f · Aa13 | M23 · D21 | F36 · N17 · N16 |

| G5 |

| G5 |

| E2 · D40 | C2 | U6 | S42 | N28 · D36 · f · Aa13 | M23 · D21 | F36 · N17 · N16 |

| E2 · D40 | C2 | U6 | S42 | N28 · D36 · f · Aa13 | M23 · D21 | F36 · N17 · N16 |

| E2 · D40 | C2 | U6 | S42 | N28 · D36 · f · Aa13 | M23 · D21 | F36 · N17 · N16 |

| E2 · D40 | C2 | U6 | S42 | N28 · D36 · f · Aa13 | M23 · D21 | F36 · N17 · N16 |

| G16 |

| G16 |

|  |

|  |

|  |

|  |

|  |

|  |

|  |

|  |

| G16 |

| G16 |

|  |

|  |

|  |

|  |

|  |

|  |

|  |

|  |

| G8 |

| G8 |

| F9 · F9 | V28 · A25 · D40 | T10 · Z1 · Z1 · Z1 · Z1 · Z1 · Z1 · X1 · Z1 · Z1 · Z1 | G36 · N35 · M3 | X1 · Z1 · Z1 · Z1 · D40 · Aa13 | N17 · N17 · N17 · V30 · Z2 |

| F9 · F9 | V28 · A25 · D40 | T10 · Z1 · Z1 · Z1 · Z1 · Z1 · Z1 · X1 · Z1 · Z1 · Z1 | G36 · N35 · M3 | X1 · Z1 · Z1 · Z1 · D40 · Aa13 | N17 · N17 · N17 · V30 · Z2 |

| G8 |

| G8 |

| F9 · F9 | V28 · A25 · D40 | T10 · Z1 · Z1 · Z1 · Z1 · Z1 · Z1 · X1 · Z1 · Z1 · Z1 | G36 · N35 · M3 | X1 · Z1 · Z1 · Z1 · D40 · Aa13 | N17 · N17 · N17 · V30 · Z2 |

| F9 · F9 | V28 · A25 · D40 | T10 · Z1 · Z1 · Z1 · Z1 · Z1 · Z1 · X1 · Z1 · Z1 · Z1 | G36 · N35 · M3 | X1 · Z1 · Z1 · Z1 · D40 · Aa13 | N17 · N17 · N17 · V30 · Z2 |

| N5 | S1 | L1 | N5 | U21 · N35 |

| N5 | S1 | L1 | N5 | U21 · N35 |

| N5 | S1 | L1 | N5 | U21 · N35 |

| N5 | S1 | L1 | N5 | U21 · N35 |

| N5 | S1 | L1 | N5 | U21 · N35 |

| N5 | S1 | L1 | N5 | U21 · N35 |

| N5 | S1 | L1 | N5 | U21 · N35 |

| N5 | S1 | L1 | N5 | U21 · N35 |

| N5 | S1 | L1 | N5 | U21 · N35 |

| N5 | S1 | L1 | N5 | U21 · N35 |

| N5 | S1 | L1 | N5 | U21 · N35 |

| N5 | S1 | L1 | N5 | U21 · N35 |

| N5 | S1 | L1 | N5 | U21 · N35 |

| N5 | S1 | L1 | N5 | U21 · N35 |

| N5 | S1 | L1 | N5 | U21 · N35 |

| N5 | S1 | L1 | N5 | U21 · N35 |

| M17 | Y5 · N35 · N36 | M8 · M8 | N35 · N29 |

| M17 | Y5 · N35 · N36 | M8 · M8 | N35 · N29 |

| M17 | Y5 · N35 · N36 | M8 · M8 | N35 · N29 |

| M17 | Y5 · N35 · N36 | M8 · M8 | N35 · N29 |

| M17 | Y5 · N35 · N36 | M8 · M8 | N35 · N29 |

| M17 | Y5 · N35 · N36 | M8 · M8 | N35 · N29 |

| M17 | Y5 · N35 · N36 | M8 · M8 | N35 · N29 |

| M17 | Y5 · N35 · N36 | M8 · M8 | N35 · N29 |

| M17 | Y5 · N35 · N36 | M8 · M8 | N35 · N29 |

| M17 | Y5 · N35 · N36 | M8 · M8 | N35 · N29 |

| M17 | Y5 · N35 · N36 | M8 · M8 | N35 · N29 |

| M17 | Y5 · N35 · N36 | M8 · M8 | N35 · N29 |

| M17 | Y5 · N35 · N36 | M8 · M8 | N35 · N29 |

| M17 | Y5 · N35 · N36 | M8 · M8 | N35 · N29 |

| M17 | Y5 · N35 · N36 | M8 · M8 | N35 · N29 |

| M17 | Y5 · N35 · N36 | M8 · M8 | N35 · N29 |

## Narrativa bíblica
Los estudiosos de la Biblia comúnmente identifican a Sheshonq I con el rey egipcio Shishak (שׁישׁק Šîšaq), mencionado en el Tanaj en 1 Reyes 11:40, 14:25 y 2 Crónicas 12: 2-9. como Sesaq, el Sisac o Shishak. Según los relatos bíblicos, para salvar su vida, Jeroboam huyó a Egipto del rey Salomón hasta que éste murió.  Tras el fallecimiento de Salomón, Jeroboam regresó a su tierra para hacerse con el trono, diez de las doce tribus de Israel lo aceptaron como rey y fundaron el reino de Israel con capital Siquem, mientras que las otras dos reconocieron al hijo de Salomón, Roboam, como su gobernante, con capital en Jerusalén.
Shishak invadió Judá durante el reinado de Roboam, llevándose consigo la mayoría de los tesoros del templo construido por Salomón. Los apologistas de la Biblia como Kenneth Kitchen vinculan la narrativa con el hecho que el sucesor de Sheshonq I, Osorkon I prodigó 383 toneladas de oro y plata en los templos egipcios durante los primeros cuatro años de su reinado, estando tal cantidad directamente relacionada con el supuesto saqueo en Jerusalén. Otros académicos como Israel Finkelstein consideran que esa narrativa es una construcción teológica más no una referencia histórica.